# Сенар, Мюзейен
Мюзейен Сенар (16 июля 1918 — 8 февраля 2015) — турецкая певица. Была известна как «Дива республики». Государственный артист Турции (1998).

## Биография
Родилась в селении Гёкёз района Келес провинции Бурса. У Сенар было двое братьев Исмет и Хильми. Мать Сенар научила её петь, чтобы дочь быстрее засыпала. К шести годам, уже зная наизусть много песен, она писала на семейных собраниях и свадьбах, на которые её брала мать. В раннем детстве Сенар сбежала из дома отца в Бурсе в Стамбул, где жила её мать. Родители Сенар развелись после 25 лет брака.
Музыкальная карьера Мюзейен Сенар началась в 1931 году после того, как она присоединилась к «Anadolu Musiki Cemiyeti». Стала известна после того, как её песни попали на «Radio Istanbul» TRT.
В 1938 году по предложению Месута Джемиля переехала в Анкару. В 1941 году вернулась в Стамбул. В 1947 году Мюзейен Сенар дала свой первый концерт за границей, во Франции. Завершила карьеру в 1983 году.
В 1940-х годах Мюзейен Сенар сыграла в фильме «Асли и Керем». В 1960-е исполнила роли в фильмах «Ana Yüreği» и «Sevgili Hocam». В 1976 году сыграла саму себя в автобиографическом фильме «Analar Ölmez».
29 октября 2009 года в Анкаре прошла выставка фотографий «Cumhuriyetin Divası: Müzeyyen Senar» (Дива республики: Мюзейен Сенар), которая была организована бывшей ученицей Сенар Бюлент Эрсой.
Ушла из жизни 8 февраля 2015 года в возрасте 96 лет. Незадолго она была госпитализирована с пневмонией в госпиталь при Эгейском университете Измира. 10 февраля Мюзейен Сенар была похоронена на кладбище Зинджирликую.